# Цабель, Герман
Герман Цабель (нем. Hermann Zabel, 22 сентября 1832 — 26 апреля 1912) — немецкий ботаник и опытный садовник.

## Биография
Герман Цабель родился 22 сентября 1832 года.
С 1854 по 1860 год Цабель был ассистентом в Ботаническом саде и музее в Грайфсвальде.
С 1869 по 1895 год он был директором Академии лесного хозяйства в городе Ганноверш-Мюнден.
Герман Цабель умер в городе Гота 26 апреля 1912 года.

## Научная деятельность
Герман Цабель специализировался на папоротниковидных и на семенных растениях.

## Научные работы
- Die strauchigen Spiräen der deutschen Gärten. 1893.

## Почести
Род растений Zabelia (Rehder) Makino был назван в его честь.